# Scapania fulfordiae
Scapania fulfordiae là một loài rêu trong họ Scapaniaceae. Loài này được W.S. Hong mô tả khoa học đầu tiên năm 1980.